# Kabu (Darul Makmur)
Kabu is een bestuurslaag in het regentschap Nagan Raya van de provincie Atjeh, Indonesië. Kabu telt 1165 inwoners (volkstelling 2010).